# John Patitucci
John Patitucci (Brooklyn, 22 de dezembro de 1959) é um baixista e compositor de jazz americano. 

## Biografia
Patitucci começou a tocar baixo elétrico aos 10 anos, compondo e realizando aos 12 anos, bem como tocar baixo acústico aos 15, e piano, um ano depois. Depois de se mudar para o oeste, estudou contrabaixo clássico em San Francisco State University e Long Beach State University.
John Patitucci lançou 12 álbuns como líder. Além de seu trabalho solo, ele tocou em álbuns de BB King, Chick Corea, Clare Fischer, Joanne Brackeen, Wayne Shorter, Herbie Hancock, Michael Brecker, John Abercrombie, George Benson, Dizzy Gillespie, Was Not Was, Roby Duke, Dave Grusin, Natalie Cole, Bon Jovi, Queen Latifah, Sting, The Manhattan Transfe, Carly Simon, Everything But The Girl e Twila Paris.
Como um artista, ele já tocou com sua própria banda e com Stan Getz, Wynton Marsalis, Joshua Redman, Randy Brecker, Freddie Hubbard, McCoy Tyner, e Tony Williams. Ele foi escolhido para ser o baixista da GRP Big Band All-Star. Alguns dos muitos artistas pop e brasileiros que tocou com incluem Carole King, Astrud e João Gilberto, Airto Moreira e Flora Purim. Patitucci trabalhou com compositores de cinema, como Jerry Goldsmith, Ry Cooder, Henry Mancini e John Williams.
Patitucci tem levado vários projetos de sua autoria, além de tocar com Chick Corea's Elektric Band e Akoustic Band. Ele agora está ativo no Shorter's popular quartet. O grupo ganhou o Prêmio Grammy de Melhor Álbum de Jazz Instrumental para o álbum Beyond the Sound Barrier em 2006.
Lecionou em escolas de música de vários países, e era o diretor artístico do Bass Collective, uma escola para baixistas em Nova York, e ele está envolvido com o The Thelonious Monk Institute of Jazz  e Betty Carter Jazz Ahead Program. Ele atualmente é professor de estudos de Jazz no City College de Nova York.